# National Rendezvous and Living History Foundation
A National Rendezvous and Living History Foundation (NRLHF) é uma organização sem fins lucrativos 501(c) (3) que realiza encontros de usuários de armas antigas por antecarga ("muzzleloading") nos Estados Unidos desde o período entre 1640 e 1840, ou aproximadamente durante o apogeu do período do comércio de peles norte-americano. Seu lema não oficial, de acordo com seu site, é: "Formed for the management of the rendezvous program by rendezvous people".
Nota: As informações que compõem esse artigo foram obtidas no site oficial da associação.

## Formação
A NRLHF foi formada pela National Muzzle Loading Rifle Association em dezembro de 1998 e incorporada em março de 1999. Seus Artigos de Incorporação podem ser encontrados aqui: NRLHF Artigos de Incorporação. O motivo da constituição da Fundação foi colocar a gestão dos vários encontros regionais da National Muzzle Loading Rifle Association nas mãos de quem assistiu aos eventos.

## Estrutura política
As diretrizes gerais que a Fundação segue estão delineadas em seus estatutos e regulamentos. O Estatuto Social pode ser encontrado aqui: NRLHF Estatuto Social.
A NRLHF é uma organização democrática em sua essência. Cada um dos encontros regionais administrados pela Fundação elege um número de delegados para representá-los no Conselho de Delegados. O Conselho de Delegados contém onze delegados eleitos e dois representantes nomeados da organização matriz: a NMLRA.
O Conselho de diretores do NRLHF é composto por oito indivíduos: quatro diretores (presidente, vice-presidente, secretário e tesoureiro) e quatro diretores. Cada um dos dirigentes é um delegado eleito pelo Conselho de Delegados. Cada um dos diretores foi nomeado pela organização matriz, a NMLRA. Os quatro oficiais são eleitos para seus cargos pelo Conselho de Delegados a cada ano durante a reunião anual da diretoria no Encontro Primitivo Oriental.

## Os encontros
Atualmente, a NRLHF gerencia encontros primitivos regionais de cinco semanas e um evento especializado de fim de semana. Todos esses eventos devem seguir as normas e regulamentos da Fundação estabelecidas pelo Conselho de Administração. Essas regras e regulamentos podem ser encontrados aqui: NRLHF Rules and Regulations. Os comerciantes ou sutlers também têm regras e regulamentos específicos a seguir. Essas regras e regulamentos podem ser encontrados aqui: NRLHF Trade Rules and Regulations.
Os Encontros Regionais são:
- The Eastern Primitive Rendezvous: O Encontro Primitivo Oriental foi realizado pela primeira vez durante o ano do bicentenário da América, 1976. Os estados desta região incluem Pensilvânia, Virgínia Ocidental, Virgínia, Maryland, Delaware e Nova Jersey. Este evento é conhecido há muito tempo como um dos, senão o, maior Encontro dos Estados Unidos. É tradicionalmente realizado durante a última semana de setembro. Este encontro atualmente elege três delegados para servir no Conselho de Delegados do NRLHF. Este encontro também realiza a reunião anual do Conselho de Administração da NRLHF.
- The Northeastern Primitive Rendezvous: Os estados nesta região incluem Nova York, Connecticut, Rhode Island, Massachusetts, Vermont, New Hampshire, Maine. É tradicionalmente realizada durante uma semana de julho. Este encontro atualmente elege dois delegados para servir no Conselho de Delegados do NRLHF.
- The Southeastern Primitive Rendezvous: Os estados nesta região incluem Carolina do Norte, Carolina do Sul, Geórgia, Flórida, Alabama, Mississippi e Tennessee. É tradicionalmente realizada durante uma semana de abril. Este encontro atualmente elege dois delegados para servir no Conselho de Delegados do NRLHF.
- The Old Northwest Territory Primitive Rendezvous: O Encontro Primitivo do Antigo Território do Noroeste foi realizado pela primeira vez durante o ano de 1986. Os estados nesta região incluem Kentucky, Ohio, Indiana e Michigan inferior. É tradicionalmente realizado durante a última semana de junho. Este encontro atualmente elege dois delegados para servir no Conselho de Delegados do NRLHF.

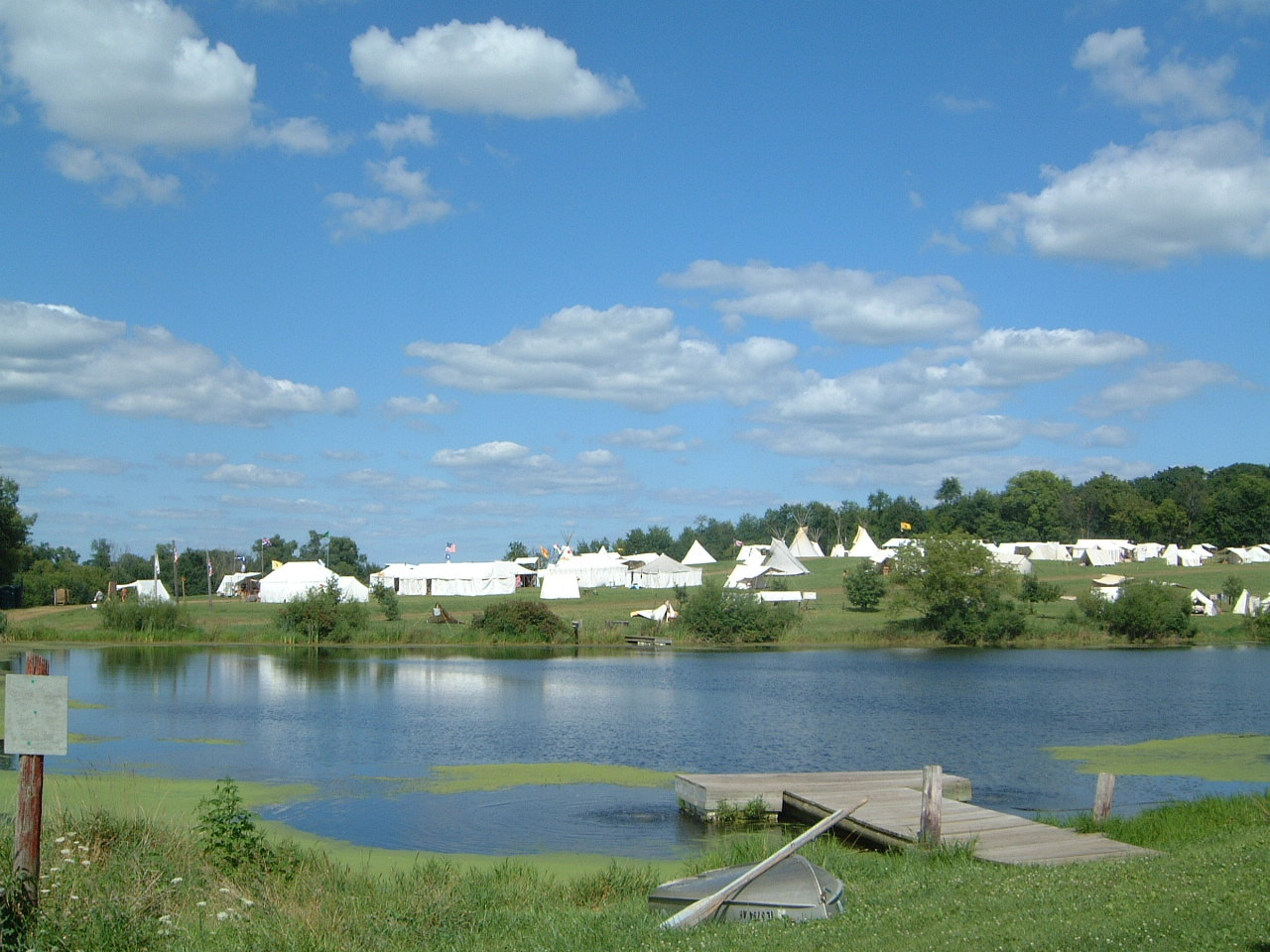
Vista do "Midwestern Primitive Rendezvous", 2004

- The Midwest Primitive Rendezvous: O Midwest Primitive Rendezvous foi realizado pela primeira vez durante o ano de 1980. Os estados nesta região incluem Illinois, Missouri, Iowa, Minnesota, Wisconsin e Michigan superior. Este evento não tem data tradicional marcada para o verão há algum tempo. Este encontro atualmente elege dois delegados para servir no Conselho de Delegados do NRLHF.

Outros eventos de fundação incluem:
- The Corps of Discovery Rendezvous: O Corps of Discovery Rendezvous foi realizado pela primeira vez durante o ano de 2005. Ele está localizado no estado da Pensilvânia. É tradicionalmente realizada durante um fim de semana no mês de maio. O evento se concentra no período entre 1800 e 1803 DC, ou o período da Expedição Lewis e Clark. Este evento não elege nenhum delegado para servir no Conselho de Delegados